# みんなの経済新聞ネットワーク
みんなの経済新聞ネットワーク（みんなのけいざいしんぶんネットワーク）は、日本の地域経済情報を伝えるウェブサイト群である。略称は「みん経」「みんなの経済新聞」。シブヤ経済新聞を運営する花形商品研究所が主宰
2000年、J-WAVEのラジオ番組e-STATION内で、広告制作会社「花形商品研究所」が東京都渋谷地区の情報を伝えるコーナーを始めたのに合わせて『シブヤ経済新聞』がスタートした。
2004年に『ヨコハマ経済新聞』が開設されて以降、各地のウェブ制作会社などが花形商品研究所と提携の上、各地域の経済・文化情報を伝えるウェブサイトを次々と開設した。2012年9月に『八戸経済新聞』が74番目に開設し（青森県内では初）、2016年3月時点で国内106拠点・海外11拠点の『経済新聞』が展開されている。共通のルールは、平日最低1本は記事を配信すること、ハッピーなニュースを扱うこと、そして地域経済にスポットを当てることとなっている。
「新聞」を称しているが、紙媒体での展開は行われていない。また、かながわ経済新聞、中部経済新聞との関係はない。

## 組織
「みんなの経済新聞ネットワーク」としてフランチャイズ化し相互リンクしており、ウェブサイト上の広告が収益となる仕組みを取っている。そのためブラウザにアドブロックを入れていると警告が表示されるようなサイトもある。「新聞」を称しながら紙媒体を介さず、地方のウェブ制作会社やローカルな広告代理店などとフランチャイズ契約を結び、加盟する企業・団体（下記の表を参照）が取材・運営しているという実態については、情報公開はされているものの積極的に告知されてはいない。実際には「新聞」の名称からイメージされる報道媒体というより、タウン情報誌やフリーペーパーに近い性質を持った広告的媒体である。
運営者らは年に一度会合を行う。
配信された記事はすべて大手検索サイト「Yahoo! JAPAN」にも転載される。2010年時点で、月間の閲覧ページ数は合わせて600万に上る。

## 加盟社一覧

### 現在の加盟社
2025年1月現在。詳細については、公式サイトのネットワーク一覧を参照。
| ブロック     | サイト名               | 発行企業                                                                     | 創刊年月   |
| ------------ | ---------------------- | ---------------------------------------------------------------------------- | ---------- |
| 北海道・東北 | 北見経済新聞           | 北見ネットワークメディア合同会社                                             | 2021年4月  |
| 北海道・東北 | 旭川経済新聞           | 株式会社ネスティコーポレーション                                             | 2014年10月 |
| 北海道・東北 | 小樽経済新聞           | 小樽コンサルティング                                                         | 2012年12月 |
| 北海道・東北 | 札幌経済新聞           | 株式会社ノースユナイテッド → インデックス株式会社                            | 2007年4月  |
| 北海道・東北 | 函館経済新聞           | 編集企画室インサイド                                                         | 2019年7月  |
| 北海道・東北 | 青森経済新聞           | NPO法人あおもりIT活用サポートセンター                                        | 2022年8月  |
| 北海道・東北 | 弘前経済新聞           | 株式会社コンシス                                                             | 2014年4月  |
| 北海道・東北 | 八戸経済新聞           | 株式会社ビーエフエム                                                         | 2012年5月  |
| 北海道・東北 | 盛岡経済新聞           | 株式会社ラヂオもりおか                                                       | 2007年7月  |
| 北海道・東北 | 仙台経済新聞           | 合同会社シンプルテキスト                                                     | 2006年12月 |
| 北海道・東北 | 秋田経済新聞           | 株式会社イースナーデザイン                                                   | 2007年4月  |
| 北海道・東北 | 横手経済新聞           | NPO法人Yokotter                                                              | 2015年12月 |
| 北海道・東北 | 大仙経済新聞           | 株式会社ヤマサ興産                                                           | 2023年8月  |
| 北海道・東北 | 山形経済新聞           | 株式会社エーディーバンク                                                     | 2015年1月  |
| 北海道・東北 | 福島経済新聞           | ファンギミックス株式会社                                                     | 2019年3月  |
| 関東         | 水戸経済新聞           | 合同会社JOYNS                                                                | 2008年11月 |
| 関東         | つくば経済新聞         | 有限会社時の広告社 → 株式会社花形商品研究所                                  | 2009年11月 |
| 関東         | 足利経済新聞           | NPO法人コムラボ                                                              | 2018年7月  |
| 関東         | 宇都宮経済新聞         | 株式会社宇都宮コミュニティメディア                                           | 2024年9月  |
| 関東         | 高崎前橋経済新聞       | 株式会社フェイス                                                             | 2007年1月  |
| 関東         | 秩父経済新聞           | 株式会社よこぜカンパニー                                                     | 2021年6月  |
| 関東         | 本庄経済新聞           | 一般社団法人未来のチカラ育成協会                                             | 2017年6月  |
| 関東         | 熊谷経済新聞           | 株式会社うぇぶ屋                                                             | 2017年1月  |
| 関東         | 川越経済新聞           | ブリスケープ株式会社 → GIV株式会社                                           | 2015年10月 |
| 関東         | 所沢経済新聞           | エイチエフユナイテッド株式会社                                               | 2022年11月 |
| 関東         | 大宮経済新聞           | 株式会社コミュニティコム                                                     | 2012年12月 |
| 関東         | 浦和経済新聞           | 株式会社コミュニティコム                                                     | 2014年12月 |
| 関東         | 川口経済新聞           | 新町labo株式会社                                                             | 2022年8月  |
| 関東         | 春日部経済新聞         | 一般社団法人Local Walker                                                     | 2018年10月 |
| 関東         | 松戸経済新聞           | 株式会社プロレイヤ                                                           | 2014年4月  |
| 関東         | 浦安経済新聞           | 01プラン合同会社                                                             | 2024年9月  |
| 関東         | 船橋経済新聞           | 株式会社myふなばし                                                           | 2011年7月  |
| 関東         | 千葉経済新聞           | 株式会社パクチー                                                             | 2016年4月  |
| 関東         | 習志野経済新聞         | 株式会社アイカンパニー                                                       | 2022年5月  |
| 関東         | 外房経済新聞           | 株式会社スターレット                                                         | 2017年4月  |
| 関東         | 九十九里経済新聞       | 一ノ宮堂合同会社                                                             | 2025年1月  |
| 関東         | 川崎経済新聞           | 株式会社LSL                                                                  | 2016年8月  |
| 関東         | 港北経済新聞           | NPO法人横浜コミュニティデザイン・ラボ                                        | 2010年6月  |
| 関東         | ヨコハマ経済新聞       | NPO法人横浜コミュニティデザイン・ラボ                                        | 2004年4月  |
| 関東         | 横須賀経済新聞         | メディア0468合同会社                                                         | 2008年12月 |
| 関東         | 逗子葉山経済新聞       | NPO法人地域魅力                                                              | 2018年4月  |
| 関東         | 鎌倉経済新聞           | かまくら駅前蔵書室                                                           | 2018年4月  |
| 関東         | 湘南経済新聞           | 株式会社フジマニパブリッシング                                               | 2006年6月  |
| 関東         | 小田原箱根経済新聞     | 株式会社ベルアミーコミュニケーション → 合同会社アンビエント                  | 2008年5月  |
| 東京23区     | 北千住経済新聞         | 株式会社CAN → 株式会社SOLPINO                                                | 2014年6月  |
| 東京23区     | 葛飾経済新聞           | 株式会社じも研 → セイズ株式会社                                              | 2008年7月  |
| 東京23区     | 江戸川経済新聞         | 株式会社Tokyo Onigiri Labo                                                   | 2023年11月 |
| 東京23区     | すみだ経済新聞         | 株式会社リトルネロ → 株式会社シャノワ                                        | 2011年10月 |
| 東京23区     | 浅草経済新聞           | アール・アンド・ディー有限責任事業組合 → 合同会社ハハハ                      | 2014年1月  |
| 東京23区     | 文京経済新聞           | 一般社団法人ジェイ・コミュニティサポート → ボノ株式会社                      | 2015年3月  |
| 東京23区     | アキバ経済新聞         | 株式会社DHE                                                                  | 2006年4月  |
| 東京23区     | 神田経済新聞           | 株式会社チドリズム                                                           | 2011年2月  |
| 東京23区     | 日本橋経済新聞         | 株式会社SPソリューションズ                                                   | 2010年6月  |
| 東京23区     | 銀座経済新聞           | 株式会社花形商品研究所 → 株式会社フェイバー → 株式会社グリーンアソシエイツ   | 2006年4月  |
| 東京23区     | 新橋経済新聞           | 株式会社大洋社 → グー・チョキ・パートナーズ株式会社                          | 2006年12月 |
| 東京23区     | 品川経済新聞           | 有限会社ノオト                                                               | 2007年4月  |
| 東京23区     | 東京ベイ経済新聞       | azure connexion, LLC → 株式会社グリーンアソシエイツ                          | 2008年3月  |
| 東京23区     | 六本木経済新聞         | 株式会社笹生八穂子事務所 → 株式会社博報堂ケトル                              | 2005年4月  |
| 東京23区     | 赤坂経済新聞           | 株式会社博報堂ケトル                                                         | 2008年5月  |
| 東京23区     | 市ケ谷経済新聞         | 株式会社TIME VIZ → モルスハルス株式会社                                      | 2007年7月  |
| 東京23区     | 池袋経済新聞           | 株式会社YAKIMAYO                                                             | 2010年6月  |
| 東京23区     | 赤羽経済新聞           | NPO法人コミュニティビジネスサポートセンター                                  | 2018年12月 |
| 東京23区     | 板橋経済新聞           | 合同会社tribee → 株式会社レイズシード                                        | 2016年8月  |
| 東京23区     | 練馬経済新聞           | 株式会社ビーグル                                                             | 2011年12月 |
| 東京23区     | 高田馬場経済新聞       | 有限会社そーほっと                                                           | 2018年8月  |
| 東京23区     | 新宿経済新聞           | 株式会社マーブルトロン → クロール株式会社                                    | 2006年4月  |
| 東京23区     | 中野経済新聞           | 桔梗ICTパートナーズ株式会社                                                  | 2012年8月  |
| 東京23区     | 高円寺経済新聞         | 有限会社ホットワイヤーグループ                                               | 2014年7月  |
| 東京23区     | 経堂経済新聞           | 株式会社スローコメディ広告社 → Side Root合同会社                             | 2019年8月  |
| 東京23区     | 下北沢経済新聞         | 株式会社プレスラボ → 株式会社NUMABOOKS                                       | 2006年8月  |
| 東京23区     | 三軒茶屋経済新聞       | 株式会社東京通信社 → 三茶ワークカンパニー株式会社                            | 2013年12月 |
| 東京23区     | 二子玉川経済新聞       | 株式会社ケイテックス → 株式会社デライト                                      | 2010年12月 |
| 東京23区     | 自由が丘経済新聞       | 株式会社花形商品研究所                                                       | 2007年4月  |
| 東京23区     | 目黒経済新聞           | 株式会社クロア → 株式会社花形商品研究所                                      | 2014年9月  |
| 東京23区     | シブヤ経済新聞         | 株式会社花形商品研究所                                                       | 2000年4月  |
| 東京・多摩   | 吉祥寺経済新聞         | 株式会社マーブルトロン → クロール株式会社                                    | 2006年3月  |
| 東京・多摩   | 調布経済新聞           | NPO法人調布市地域情報化コンソーシアム                                        | 2008年9月  |
| 東京・多摩   | 立川経済新聞           | 株式会社シーズプレイス → 株式会社シーズパレット                              | 2007年3月  |
| 東京・多摩   | 八王子経済新聞         | ファクトリージアス合同会社                                                   | 2008年4月  |
| 東京・多摩   | 相模原町田経済新聞     | ブリッジ有限責任事業組合                                                     | 2007年8月  |
| 東京・多摩   | 西多摩経済新聞         | 株式会社プラネット                                                           | 2011年6月  |
| 中部         | 富山経済新聞           | 株式会社アポケアとやま                                                       | 2015年8月  |
| 中部         | 金沢経済新聞           | 全景株式会社                                                                 | 2007年3月  |
| 中部         | 福井経済新聞           | 株式会社カウベル・コーポレーション                                           | 2014年6月  |
| 中部         | 甲府経済新聞           | まちづくり法人山梨タンク                                                     | 2023年10月 |
| 中部         | 軽井沢経済新聞         | 株式会社ファイナンシャルアナウンサー                                         | 2022年12月 |
| 中部         | 松本経済新聞           | 株式会社タナカラ                                                             | 2007年9月  |
| 中部         | 伊那経済新聞           | 合同会社しるし                                                               | 2024年2月  |
| 中部         | 飯田経済新聞           | 飯田エフエム放送株式会社                                                     | 2022年3月  |
| 中部         | 富士山経済新聞         | 株式会社YAKIMAYO                                                             | 2014年4月  |
| 中部         | 熱海経済新聞           | 株式会社コンシャスマネジメント                                               | 2020年10月 |
| 中部         | 伊豆下田経済新聞       | 有限会社里仙堂                                                               | 2022年12月 |
| 中部         | 沼津経済新聞           | 加和太建設株式会社 → 一般社団法人lanescape → ツナゲル                        | 2014年5月  |
| 中部         | 浜松経済新聞           | 株式会社ルーパス                                                             | 2009年10月 |
| 中部         | 豊田経済新聞           | エフエムとよた株式会社                                                       | 2021年4月  |
| 中部         | サカエ経済新聞         | 株式会社クーグート                                                           | 2005年9月  |
| 中部         | 名駅経済新聞           | 株式会社クーグート                                                           | 2006年1月  |
| 中部         | 伊勢志摩経済新聞       | グローブ・データ株式会社                                                     | 2006年6月  |
| 近畿         | 長浜経済新聞           | 合同会社MediArt                                                              | 2021年3月  |
| 近畿         | 彦根経済新聞           | 近江印刷株式会社                                                             | 2022年7月  |
| 近畿         | びわ湖大津経済新聞     | 合資会社ドットラボ → 有限会社ウエスト                                        | 2008年4月  |
| 近畿         | 烏丸経済新聞           | 株式会社情報工房                                                             | 2006年8月  |
| 近畿         | 伏見経済新聞           | 株式会社シャノワ                                                             | 2016年4月  |
| 近畿         | 京丹後経済新聞         | 合同会社むすんでひらいて                                                     | 2024年3月  |
| 近畿         | 奈良経済新聞           | 奈良情報ネット株式会社 → 株式会社アトリエ                                    | 2008年8月  |
| 近畿         | 和歌山経済新聞         | 株式会社Loocal                                                               | 2013年10月 |
| 近畿         | 大阪ベイ経済新聞       | 株式会社ラプレ                                                               | 2014年4月  |
| 近畿         | 東大阪経済新聞         | 株式会社エクス                                                               | 2015年6月  |
| 近畿         | あべの経済新聞         | 有限会社ウェブ・ファクトリー                                                 | 2011年1月  |
| 近畿         | なんば経済新聞         | 株式会社ラプレ                                                               | 2007年4月  |
| 近畿         | 船場経済新聞           | 株式会社Kaeru                                                                | 2014年3月  |
| 近畿         | 京橋経済新聞           | 株式会社ダイメディア                                                         | 2007年7月  |
| 近畿         | 梅田経済新聞           | 株式会社ラプレ                                                               | 2007年7月  |
| 近畿         | 尼崎経済新聞           | 株式会社エアグラウンド                                                       | 2014年9月  |
| 近畿         | 西宮経済新聞           | 一般社団法人都市文化観光研究機構                                             | 2013年10月 |
| 近畿         | 神戸経済新聞           | 株式会社神戸デジタル・ラボ → 一般社団法人ヤマウミマチ                        | 2008年7月  |
| 近畿         | 加古川経済新聞         | BAN-BANネットワークス株式会社                                                | 2015年10月 |
| 近畿         | 姫路経済新聞           | 株式会社ウエストデータプロ                                                   | 2008年11月 |
| 中国・四国   | 鳥取経済新聞           | ヤマタホールディングス株式会社                                               | 2024年2月  |
| 中国・四国   | 岡山経済新聞           | データモーション株式会社 → 一般社団法人岡山カルチャーカルチャー              | 2013年5月  |
| 中国・四国   | 倉敷経済新聞           | 株式会社キッカワ                                                             | 2012年5月  |
| 中国・四国   | 広島経済新聞           | 株式会社QLEA                                                                 | 2007年1月  |
| 中国・四国   | 周南経済新聞           | 睦美マイクロ株式会社                                                         | 2016年10月 |
| 中国・四国   | 山口宇部経済新聞       | 株式会社ネットウェイズ                                                       | 2007年1月  |
| 中国・四国   | 徳島経済新聞           | 株式会社オルタナシティ → ホットミックス株式会社                              | 2013年11月 |
| 中国・四国   | 高松経済新聞           | 株式会社ファーストフォロー → セブンラノイ株式会社                            | 2021年8月  |
| 中国・四国   | 松山経済新聞           | 株式会社コモテック → 株式会社First Step                                      | 2008年12月 |
| 中国・四国   | 今治経済新聞           | 合同会社企画百貨                                                             | 2024年2月  |
| 九州         | 小倉経済新聞           | コミュニケーションデザインラボラトリー → 合同会社カーサ・デ・バンビーニ      | 2011年1月  |
| 九州         | 宗像経済新聞           | 株式会社Comunion                                                             | 2021年12月 |
| 九州         | 天神経済新聞           | 株式会社九州インターメディア研究所                                           | 2005年8月  |
| 九州         | 博多経済新聞           | 株式会社九州インターメディア研究所                                           | 2008年4月  |
| 九州         | 佐賀経済新聞           | ウィブランパブリシティ合同会社                                               | 2016年3月  |
| 九州         | 長崎経済新聞           | 株式会社イレブン → 合同会社D.M.P LABO                                        | 2010年8月  |
| 九州         | 熊本経済新聞           | 合同会社クマモト・スキマカンパニー                                           | 2021年6月  |
| 九州         | 大分経済新聞           | 株式会社NEXUS → 合同会社Keytail                                              | 2013年11月 |
| 九州         | ひなた宮崎経済新聞     | Qurumu合同会社                                                               | 2018年1月  |
| 九州         | 日向経済新聞           | 株式会社コミカド                                                             | 2017年1月  |
| 九州         | 鹿児島経済新聞         | オフィスLS株式会社                                                           | 2011年1月  |
| 九州         | 屋久島経済新聞         | 屋久島センバス株式会社                                                       | 2016年8月  |
| 九州         | 奄美群島南三島経済新聞 | 一般社団法人地域デザイン経営支援協会                                         | 2021年6月  |
| 九州         | やんばる経済新聞       | 株式会社FMやんばる                                                           | 2022年11月 |
| 九州         | 石垣経済新聞           | 株式会社南十字星エフエム → 株式会社ハブクリエイト                            | 2007年5月  |
| 海外         | 台北経済新聞           | 輪廓設計有限公司（SCHEMA,Inc） → 媒迪亞維博有限公司（CAKEHASHI corporation） | 2017年9月  |
| 海外         | 香港経済新聞           | Compass Communications International Limited                                 | 2013年4月  |
| 海外         | ハノイ経済新聞         | Hanoi Central Innovation Co.,Ltd.                                            | 2020年1月  |
| 海外         | ヤンゴン経済新聞       | Myantech Central Innovation.LTD                                              | 2019年11月 |
| 海外         | バリ経済新聞           | LEE RiDERS co.,ltd.                                                          | 2015年12月 |
| 海外         | マニラ経済新聞         | Gakuki INC. MANILA OFFICE                                                    | 2014年6月  |
| 海外         | ドバイ経済新聞         | JTC DWC-LLC.                                                                 | 2015年2月  |
| 海外         | ヘルシンキ経済新聞     | o-moro                                                                       | 2020年9月  |
| 海外         | ニューヨーク経済新聞   | O Planning, LLC                                                              | 2009年10月 |
| 海外         | バンクーバー経済新聞   | Jpcanada.com Office                                                          | 2007年6月  |
| 海外         | コロンボ経済新聞       | Sun Capital International (Pvt)Ltd                                           | 2020年2月  |

### 過去の加盟社
廃刊により「みんなの経済新聞ネットワーク」一覧から除外された加盟社を記す。
| ブロック     | サイト名             | 発行企業                                                  | 創刊年月   | 廃刊年月   |
| ------------ | -------------------- | --------------------------------------------------------- | ---------- | ---------- |
| 北海道・東北 | 三陸経済新聞         | NPO法人遠野まごころネット → NPO法人三陸経済新聞編集委員会 | 2012年2月  | 2018年5月  |
| 北海道・東北 | 石巻経済新聞         | 一般社団法人ISHINOMAKI 2.0 → 株式会社花形商品研究所       | 2012年4月  | 2018年4月  |
| 北海道・東北 | いわき経済新聞       | いわきローカルメディアラボ                                | 2015年3月  |            |
| 関東         | 宇都宮経済新聞       | 株式会社メディアムーブメント                              | 2014年7月  | 2016年12月 |
| 東京23区     | 上野経済新聞         | KeepAlive株式会社                                         | 2008年3月  | 2018年4月  |
| 東京23区     | すみだ経済新聞       | 株式会社リトルネロ                                        | 2011年10月 | 2020年2月  |
| 東京23区     | 深川経済新聞         | 株式会社さらまわし・どっと・こむ                          | 2014年10月 | 2019年4月  |
| 東京・多摩   | 北多摩経済新聞       | 一般社団法人すだち                                        | 2017年6月  |            |
| 中部         | 小松経済新聞         | 株式会社Office Amulet                                     | 2021年7月  |            |
| 中部         | 飛騨経済新聞         | 株式会社ひだファブリック                                  | 2011年8月  |            |
| 中部         | 岡崎経済新聞         | ブラザー印刷株式会社 → 株式会社リバーシブル               | 2009年10月 | 2017年2月  |
| 中部         | 新潟経済新聞         | 株式会社ニューズ・ライン                                  | 2020年1月  | 2020年5月  |
| 中部         | 北アルプス経済新聞   | イイココ・インキュベーション合同会社                      | 2021年4月  | 2023年1月  |
| 近畿         | 高砂経済新聞         | BAN-BANネットワークス株式会社                             | 2015年10月 | 2021年3月  |
| 中国・四国   | 隠岐経済新聞         | 海士伝報堂                                                | 2015年3月  |            |
| 中国・四国   | 高知経済新聞         | 株式会社大自然                                            | 2014年8月  | 2017年12月 |
| 中国・四国   | 高松経済新聞         | 一般社団法人高松地域情報コンソーシアム                    | 2016年3月  | 2020年9月  |
| 九州         | 関門経済新聞         | コミュニケーションデザインラボラトリー                    | 2015年11月 | 2018年3月  |
| 九州         | 那覇経済新聞         | 地域情報エージェント株式会社                              | 2006年10月 |            |
| 海外         | ホーチミン経済新聞   | MInkei News Ho Chi Minh                                   | 2014年5月  | 2018年9月  |
| 海外         | バンコク経済新聞     | DU Information Service Co.,Ltd.                           | 2008年8月  |            |
| 海外         | ムンバイ経済新聞     | LA DITTA LIMITED                                          | 2014年9月  | 2016年7月  |
| 海外         | カンナム経済新聞     | HCP                                                       | 2013年2月  | 2018年8月  |
| 海外         | シンガポール経済新聞 | DIVERSOLUTIONS PTE. LTD.                                  | 2007年1月  | 2018年12月 |
| 海外         | ホノルル経済新聞     | Ship Global Solution.,INC                                 | 2016年11月 | 2017年4月  |
| その他       | みんなの空港新聞     | azure connexion, LLC                                      | 2008年7月  | 2018年5月  |

## 不祥事
- 2017年5月19日、当時ネットワークに加盟していた高松経済新聞が掲載した記事のイベントに同新聞の記者が参加しようとしたところ、会場が満席で入場できず受付でトラブルとなり、当該記者は「記事を削除する」旨の発言を行って会場を立ち去り、その後に記事がサイト上から削除（実際には非公開）された。同新聞はこのトラブルを認めつつ、記事を削除した理由として、入場者数の制限があることが分かり、記事に掲載していないことで読者や主催者に迷惑がかかると考えたと説明し、追記や修正ではなく非公開にしたのは「判断ミスだった」と釈明した。その後に当事者間で話し合いが行われ、記事は再公開され謝罪が追記された[37]。みんなの経済新聞ネットワークもこの件について、高松経済新聞の対応を批判した上で謝罪のコメントを残している[38]。なお、高松経済新聞は2020年9月に廃刊となったが、運営会社・スタッフを変え2021年に復刊した。